# Garveia nutans
Garveia nutans is een hydroïdpoliep uit de familie Bougainvilliidae. De poliep komt uit het geslacht Garveia. Garveia nutans werd in 1859 voor het eerst wetenschappelijk beschreven door Wright.

## Beschrijving
Garveia nutans is een kleine hydroïdpoliep die gemakkelijk te herkennen is door zijn fel oranje kleur. De afgeronde poliepen worden afzonderlijk gedragen aan de bovenkant van dunne buisvormige stelen en buigen meestal naar één kant. Hoogte ongeveer 10 mm, poliepen ongeveer 2-3 mm.

## Verspreiding
Garveia nutans is wijdverspreid rond de Britse Eilanden. Komt meestal voor in ondiep water in sterke of zeer sterke getijdenstromen, vastgemaakt aan kasseien of gesteente. Komt vaak voor bij de penneschaft (Tubularia indivisa) en kan het basale deel van de Tubularia-stengels beklimmen.